# Jurm
Jurm, eller Jorm, (persiska: جرم) är en distriktshuvudort i Afghanistan. Den ligger i distriktet Jurm, i provinsen Badakhshan, i den nordöstra delen av landet, 300 kilometer nordost om huvudstaden Kabul. Jurm ligger 1 564 meter över havet och antalet invånare är 12 106.